# Предстоятели Православных церквей
Предстоятели Православных церквей — первоиерархи автокефальных православных церквей, для общепризнанных — в порядке (очерёдности) согласно диптиху Константинопольской православной церкви.

## Список предстоятелей поместных православных церквей
Текущий персональный состав
| Фото | Имя                    | Титул (русский/оригинал) | Начало полномочий                                        |
| ---- | ---------------------- | --- | -------------------------------------------------------- |
|      | Варфоломей (род. 1940) | Его Божественное Всесвятейшество Архиепископ Константинополя — Нового Рима и Вселенский Патриарх (греч. Η Αυτού Θειοτάτη Παναγιότης, ο Αρχιεπίσκοπος Κωνσταντινουπόλεως, Νέας Ρώμης και Οικουμενικός Πατριάρχης) | 22 октября 1991                                          |
|      | Феодор II (род. 1954)  | Его Божественное Блаженство Папа и Патриарх великого града Александрии, Ливии, Пентаполя, Эфиопии, всего Египта и всей Африки, Отец Отцов, Пастырь Пастырей, Архиерей Архиереев, тринадцатый Апостол и Судия Вселенной (греч. Η Αυτού Θειοτάτη Μακαριότης ο Πάπας και Πατριάρχης της μεγάλης πόλεως Αλεξανδρείας, Λιβύης, Πενταπόλεως, Αιθιοπίας, πάσης γης Αιγύπτου και πάσης Αφρικής, Πατήρ Πατέρων, Ποιμήν Ποιμένων, Αρχιερεύς Αρχιερέων, τρίτος και δέκατος των Αποστόλων και Κριτής της Οικουμένης) | 9 октября 2004                                           |
|      | Иоанн X (род. 1955)    | Его Божественное Блаженство Патриарх Великого Божия града Антиохии, Сирии, Аравии, Киликии, Иверии, Месопотамии и всего Востока (греч. Ἡ Αυτού Θειοτάτη Μακαριότης Πατριάρχης τῆς Μεγάλης Θεουπόλεως Ἀντιοχείας, Συρίας, Ἀραβίας, Κιλικίας, Ἰβηρίας τε καί Μεσοποταμίας καί πάσης Ἀνατολῆς) | 17 декабря 2012                                          |
|      | Феофил III (род. 1952) | Его Божественное Блаженство Патриарх Святого Града Иерусалима и всей Палестины, Сирии, Аравии, всего Заиорданья, Каны Галилейской и святого Сиона (греч. Ή Αυτού Θειοτάτη Μακαριότης ὁ Πατριάρχης τῆς Ἁγίας Πόλεως Ἱερουσαλήμ καί πάσης Παλαιστίνης, Συρίας, Ἀραβίας, Πέραν τοῦ Ἰορδάνου, Κανᾶ τῆς Γαλιλαίας καί Ἁγίας Σιών) | 22 августа 2005                                          |
|      | Кирилл (род. 1946)     | Его Святейшество Патриарх Московский и всея Руси | 27 января (избрание), 1 февраля (интронизация) 2009 года |
|      | Порфирий (род. 1961)   | Его Святейшество Архиепископ Печский, Митрополит Белградско-Карловацкий и Патриарх Сербский (серб. Његова Светост Архиепископ пећки, Митрополит београдско-карловачки и Патријарх српски) | 19 февраля 2021                                          |
|      | Даниил (род. 1951)     | Его Блаженство Архиепископ Бухарестский, Митрополит Мунтенский и Добруджийский, Наместник Кесарии Каппадокийской, Митрополит Унгро-Влашский, Патриарх всей Румынии (рум. Preafericitul Părinte Arhiepiscopul Bucureştilor, Mitropolitul Munteniei și Dobrogei, Locțiitor al Tronului Cezareei Capadociei) | 30 июля 2007                                             |
|      | Даниил (род. 1972)     | Его Святейшество Патриарх Болгарский и Митрополит Софийский (болг. Негово светейшество Патриарх Български и митрополит Софийски) | 30 июня 2024                                             |
|      | Илия II (род. 1933)    | Его Святейшество и Блаженство Католикос-Патриарх всея Грузии, Архиепископ Мцхетский и Тбилисский и митрополит Пицундский и Сухумо-Абхазский (груз. უწმიდესი და უნეტარესი, საქართველოს კათოლიკოს-პატრიარქი, მთავარეპისკოპოსი მცხეთა-თბილისისა და მიტროპოლიტი ბიჭვინთისა და ცხუმ-აფხაზეთისა) | 23 декабря 1977                                          |
|      | Георгий (род. 1949)    | Блаженнейший Архиепископ Новой Юстинианы и всего Кипра (греч. ῾Ο Μακαριώτατος ᾿Αρχιεπίσκοπος Νέας ᾿Ιουστινιανῆς καί πάσης Κύπρου) | 24 декабря 2022                                          |
|      | Иероним II (род. 1938) | Блаженнейший Архиепископ Афинский и всей Эллады (греч. ῾Ο Μακαριώτατος ᾿Αρχιεπίσκοπος Αθηνών και πάσης Ελλάδος) | 7 февраля 2008                                           |
|      | Савва (род. 1938)      | Его Блаженство православный Архиепископ Варшавский и Митрополит всея Польши (пол. Wielce Błogosławiony Prawosławny Arcybiskup Warszawski i Metropolita całej Polski) | 12 мая 1998                                              |
|      | Иоанн (род. 1956)      | Его Блаженство Архиепископ Тиранский, Дуресский и всей Албании (алб. Fortlumturia e Tij Kryepiskop i Tiranës, Durrësit dhe i gjithë Shqipërisë) | 16 марта 2025                                            |
|      | Ростислав (род. 1978)  | Его Блаженство Архиепископ Прешовский (Пражский), Митрополит Православной церкви Чешских земель и Словакии (чеш. Jeho Blaženost arcibiskup prešovský, metropolita českých zemí a Slovenska; словац. Jeho Blaženosť arcibiskup prešovský, metropolita českých krajín a Slovenska) | 11 января 2014                                           |
|      | Тихон (род. 1966)      | Его Блаженство Архиепископ Вашингтонский, Митрополит всей Америки и Канады (англ. The Most Blessed Archbishop of Washington, Metropolitan of All America and Canada) | 13 ноября 2012                                           |
|      | Епифаний (род. 1979)   | Его Блаженство Митрополит Киевский и всея Украины (укр. Його Блаженство Митрополит Київський і всієї України) | 15 декабря 2018                                          |
|      | Стефан (род. 1955)     | Его Блаженство Митрополит Скопский и Архиепископ Охридский и Македонский и Юстинианы Примы (макед. Неговото Блаженство Митрополит Скопски и Архиепископ Охридски и Македонски и на Јустинијана Прима) | 9 декабря 1999                                           |

Курсивом выделены предстоятели Поместных церквей, признанных частично, — часть Поместных церквей не признают их автокефалию или канонический статус.